# Stockholm
Stockholm (švedsko: [ˈstɔ̂kː(h)ɔlm] ) je glavno mesto in najbolj naseljeno mesto Švedske, ki leži na vzhodni obali Baltskega morja ob vhodu v jezero Mälaren. V občini živi približno 1 milijon ljudi, od tega 1,6 milijona v urbanem območju, 2,5 milijona pa v metropolitanskem območju. Mesto se razteza čez štirinajst otokov, kjer se jezero Mälaren izliva v Baltsko morje. Zunaj mesta na vzhodu in vzdolž obale je otoška veriga Stockholmskega arhipelaga. Območje je bilo poseljeno že od kamene dobe, v 6. tisočletju pred našim štetjem, in ga je leta 1252 ustanovil švedski državnik Birger Jarl. Mesto služi kot sedež okrožja Stockholm.
Stockholm je kulturno, medijsko, politično in gospodarsko središče Švedske. Samo stockholmska regija predstavlja več kot tretjino BDP države, in je med desetimi najboljšimi regijami v Evropi po BDP na prebivalca. Velja za globalno mesto, je največje v Skandinaviji in glavno središče sedežev podjetij v nordijski regiji. V mestu so nekatere najvišje uvrščene evropske univerze, kot so Karolinski inštitut (medicina), Kraljevi tehnološki inštitut KTH, Ekonomska šola Stockholm in Univerza v Stockholmu. V Stockholmska koncertna dvorana in mestna hiša gostita letne podelitve Nobelovih nagrad in banket. Eden najbolj cenjenih muzejev v mestu, Muzej Vasa, je najbolj obiskan muzej v Skandinaviji. Stockholmski metro, odprt leta 1950, je znan po dekorju svojih postaj; imenujejo ga najdaljša umetniška galerija na svetu. Mesto je bilo gostitelj poletnih olimpijskih iger leta 1912 in je od takrat gostilo več drugih mednarodnih športnih dogodkov.
Stockholm je glavno finančno središče Švedske, eno največjih v Skandinaviji, in gosti več največjih švedskih podjetij. Poleg tega je v Stockholmu sedež večine največjih švedskih bank. Stockholm je eno glavnih tehnoloških središč v Evropi; mesto včasih imenujejo tudi evropsko središče inovacij. Regija Stockholm ima BDP približno 180 milijard dolarjev, okrožje Stockholm pa ima najvišji BDP na prebivalca od vseh okrožij na Švedskem.
Stockholm je sedež švedske vlade in večine njenih agencij, vključno z najvišjimi sodišči v sodstvu, ter uradna rezidenca švedskega monarha in predsednika vlade. Vlada ima sedež v stavbi Rosenbad, Riksdag (švedski parlament) ima sedež v parlamentarni hiši, rezidenca predsednika vlade pa je v bližini Sagerjeve hiše. Stockholmska palača je uradna rezidenca in glavno delovno mesto švedskega monarha, medtem ko palača Drottningholm v sosednjem Ekeröju služi kot zasebna rezidenca kraljeve družine.[29]

## Zgodovina
Lokacija Stockholma se v nordijskih sagah pojavlja kot Agnafit, v Heimskringli pa v povezavi z legendarno kraljico Agne. Birka, ki je v bližini Stockholma, je bila v vikinški dobi eno glavnih trgovskih središč na Švedskem, njeni obnovljeni ostanki pa so ena najbolj obiskanih znamenitosti v Stockholmskem okrožju.
Najstarejša pisna omemba imena Stockholm sega v leto 1252, ko so rudniki v Bergslagnu naredili mesto pomembno za trgovino z železom. Prvi del imena (stock) v švedščini pomeni 'hlod', čeprav je lahko povezan tudi s staro nemško besedo (Stock), ki pomeni 'utrdba'. Drugi del imena (holm) pomeni 'otoček' in naj bi se nanašal na otoček Helgeandsholmen v središču Stockholma. Ena od teorij o imenu je, da se nanaša na podvodne barikade. Po Erikovi kroniki naj bi mesto ustanovil Birger Jarl, da bi zaščitil Švedsko pred morskimi vdori Karelijcev po plenjenju Sigtune na jezeru Mälaren poleti 1187.
Jedro Stockholma, sedanje staro mestno jedro (Gamla stan), je bilo zgrajeno na osrednjem otoku ob Helgeandsholmenu od sredine 13. stoletja naprej. Mesto je prvotno postalo znano zaradi baltske trgovine Hanzeatske lige. Stockholm je v tem času razvil močne gospodarske in kulturne vezi z Lübeckom, Hamburgom, Gdanskom (Danzig), Visbyjem, Talinom (Reval) in Rigo.
Najstarejšo ohranjeno stockholmsko listino, Pismo o privilegijih Tajnega sveta (švedsko Riksrådets privilegiebrev), je švedski Tajni svet izdal 1. maja 1436 kot nagrado za zvestobo mesta in služenje kraljestvu. Dokument je Stockholmu podelil pomembne pravice in svoboščine ter potrdil njegovo vlogo političnega in gospodarskega središča Švedske. Velja za začetek statusa Stockholma kot dejanske prestolnice Švedske.
Zaradi strateškega in gospodarskega pomena mesta je Stockholm postal pomemben dejavnik v odnosih med vladarji Kalmarske unije in švedskim protiunionističnim gibanjem v 15. in začetku 16. stoletja. Danski unionistični monarh Kristijan II. Danski je lahko vstopil v mesto leta 1520, 8. novembra istega leta pa je prišlo do pokola opozicijskih osebnosti, imenovanega Stockholmski krvavi ples, ki je sprožil nadaljnje vstaje, ki so sčasoma privedle do razpada Kalmarske unije s ponovno pridobitvijo švedske neodvisnosti. Z vzpostavljanjem Gustava Vase na prestol leta 1523 in vzpostavitvijo kraljeve oblasti se je število prebivalcev Stockholma začelo povečevati in do leta 1600 doseglo 10.000.
V 17. stoletju je Švedska postala pomembna evropska sila, kar se je odražalo v razvoju mesta Stockholm. Med letoma 1610 in 1680 se je prebivalstvo šestkrat povečalo. Leta 1634 je Stockholm postal uradna prestolnica Švedskega cesarstva. Uveljavljena so bila tudi trgovska pravila, ki so Stockholmu dala bistveni monopol nad trgovino med tujimi trgovci in drugimi švedskimi, baltskimi in skandinavskimi ozemlji. Leta 1697 je grad Tre Kronor pogorel in ga je sčasoma nadomestila Stockholmska palača; v času Švedskega cesarstva je bilo mesto deležno tudi več arhitekturnih posodobitev.
Začetek Švedskega cesarstva je prinesel renesanso v umetnosti in znanosti; nova kraljica Kristina Švedska Katoliška je bila močna podpornica znanosti in kulture. René Descartes, eden najvidnejših evropskih filozofov svojega časa, je umrl v Stockholmu; pred smrtjo ga je več let gostila kraljica. V času Švedskega cesarstva so se v mesto preselili izumitelji, kot je Christopher Polhem. Tudi akademiki so veliko časa preživeli v Stockholmu, kot je Olaus Rudbeck, rektor Univerze v Uppsali.
Skozi zgodovino Švedske so v Stockholmu gradili obzidje za obrambo mesta pred napadi. To obrambno obzidje so spreminjali od 13. do 16. stoletja. Leta 1625 je veliki požar v Stockholmu uničil jugozahodni del Stadsholmena, otoka v središču Stockholma. Zaradi obsežnosti uničenja se je začelo rušenje stockholmskega obzidja. Danes večine mlajšega mestnega obzidja ni mogoče najti nikjer nad tlemi. Vendar pa so deli severnega mestnega obzidja ohranjeni v sodobnem muzeju srednjeveškega Stockholma.
Leta 1710 je kuga ubila približno 20.000 (36 %) prebivalstva. Po koncu velike severne vojne je mesto stagniralo; rast prebivalstva se je ustavila, gospodarska rast pa se je upočasnila. Mesto je bilo v šoku, potem ko je izgubilo mesto prestolnice velike sile. Vendar je Stockholm ohranil svojo vlogo švedskega političnega središča in se še naprej razvijal kot gospodarska in kulturna prestolnica države.
V dobi razsvetljenstva konec 18. stoletja je mesto cvetelo. Novi monarh, Gustav III. Švedski, se je izkazal za sposobnega in energičnega vladarja; njegova gospodarska politika je pomagala pri razvoju švedskega gospodarstva, njegova delno uspešna vojna proti Rusiji pa je Švedski povrnila del mednarodnega ugleda. Kralj je bil navdušen mecen umetnosti, znanstveniki in kulturniki pa so se zgrinjali v Stockholm v obsegu, kakršnega še ni bilo od vladavine kraljice Kristine.
V tem času sta Carl Michael Bellman in Joseph Martin Kraus pomagala razviti mestno glasbo, proces pa je še pospešila ustanovitev Kraljeve švedske opere. Različni umetniki in pisatelji so postali vidni, financirani s strani kralja in drugih kulturnih mecenov, kot je Carl Gustaf Tessin; prej omenjeni osebnosti sta v tem času postavili temelje za Švedski narodni muzej. Razširjena je postala tudi znanost; v Stockholmu so preživljali čas znane osebnosti, kot sta Carl Linnaeus in Anders Celsius, ustanovljeni pa so bili tudi različni raziskovalni inštituti, kot je Stockholmski observatorij.
V začetku 19. stoletja je Stockholm in Švedska kot celota doživeli velik gospodarski upad, vendar je Stockholm do druge polovice 19. stoletja ponovno prevzel svojo vodilno gospodarsko vlogo. Z industrializacijo so se pojavile nove industrije, Stockholm pa se je preoblikoval v pomembno trgovsko in storitveno središče ter ključno vstopno točko znotraj Švedske. V tem času se je tudi prebivalstvo močno povečalo, predvsem zaradi priseljevanja. Konec 19. stoletja je bilo manj kot 40 % prebivalcev rojenih v Stockholmu, večina migrantov pa je bila iz revnejšega podeželskega Švedskega; večja naselja so se začela širiti zunaj zgodovinskih meja mesta. V 19. stoletju so bili ustanovljeni tudi številni znanstveni inštituti in univerze, vključno s Karolinskim inštitutom in Kraljevim tehnološkim inštitutom KTH. Leta 1897 je bila organizirana Splošna umetniška in industrijska razstava, ki je pritegnila mednarodno pozornost. Od leta 1887 do 1953 je bil stari stockholmski telefonski stolp znamenitost; Prvotno zgrajena za povezovanje telefonskih linij, je postala odveč, ko so bile te zakopane, in je bila kasneje uporabljena za oglaševanje, preden je bila v dvajsetem stoletju porušena. V začetku dvajsetega stoletja so bile ustanovljene tudi Nobelove nagrade, nekatere najbolj priznane ustanove v Stockholmu.
Stockholm je v drugi polovici 20. stoletja postal moderno in etnično raznoliko mesto. V modernistični dobi so bile porušene številne zgodovinske stavbe, vključno z velikimi deli zgodovinskega okrožja Klara (kar je povzročilo veliko polemik), in nadomeščene s sodobno arhitekturo. Vendar pa so v mnogih drugih delih Stockholma (kot so Gamla stan, Södermalm, Östermalm, Kungsholmen in Vasastan) številne starejše stavbe, bloki in ulice, zgrajene pred modernističnim in funkcionalističnim gibanjem, preživele to obdobje rušenja. Skozi stoletje so se številne industrije preusmerile iz industrijskih dejavnosti v bolj visokotehnološka in storitvena področja, ki še danes prevladujejo v mestnem gospodarstvu.
Stockholmsko metropolitansko območje je postalo ena najhitreje rastočih regij v Evropi. Samo v letu 2020 se je prebivalstvo Stockholma povečalo za 1477. Zaradi te ogromne rasti prebivalstva se je pojavil predlog za gradnjo gosto naseljenih visokih stavb v središču mesta, ki bi bile povezane z dvignjenimi prehodi, čeprav je temu nasprotovalo več skupin.

## Geografija
Stockholm je na vzhodni obali Švedske na 59. severnem vzporedniku, kjer se sladkovodno jezero Mälaren – tretje največje jezero na Švedskem – izliva v Baltsko morje. Osrednji del mesta sestavlja štirinajst otokov, ki se nadaljujejo v Stockholmskem arhipelagu. Geografsko središče mesta leži na vodi, v zalivu Riddarfjärden. Več kot 30 % mestnega območja predstavljajo vodne poti, nadaljnjih 30 % pa parki in zelene površine.
Lega mesta, ki leži na vzhodnem koncu osrednješvedskega nižavja in blizu regije Bergslagen, odraža zgodnjo usmerjenost švedske trgovine proti baltski regiji.
Stockholm spada v biom zmerni listopadni gozd. Povprečna letna temperatura je 7,9 °C. Povprečna količina padavin je 531 mm na leto. Ima štiri različne letne čase, pomlad, poletje, jesen in zimo. Jeseni listi spremenijo barvo. V zimskih mesecih drevesom odpadejo listi.
Severno od občine Stockholm so: Järfälla, Solna, Täby, Sollentuna, Lidingö, Upplands Väsby, Österåker, Sigtuna, Sundbyberg, Danderyd, Vallentuna, Ekerö, Upplands-Bro, Vaxholm in Norrtälje. Južno od Stockholma so: Huddinge, Nacka, Botkyrka, Haninge, Tyresö, Värmdö, Södertälje, Salem, Nykvarn in Nynäshamn.

### Občina Stockholm
Občina Stockholm je upravna enota, ki jo določajo geografske meje. Poluradno ime občine je mesto Stockholm (v švedščini Stockholms stad). Kot občina je mesto Stockholm razdeljeno na okrajne svete, ki so odgovorni za osnovne šole, socialne, prostočasne in kulturne storitve na svojih območjih. Občina je običajno opisana s tremi glavnimi deli: Innerstaden (center mesta Stockholm), Söderort (južni Stockholm) in Västerort (zahodni Stockholm). Okraji teh delov so:

#### Center mesta Stockholm
- Gamla stan
- Kungsholmen
- Norrmalm
- Södermalm
- Vasastan
- Östermalm

#### Söderort
- Enskede-Årsta-Vantör
- Farsta
- Hägersten-Liljeholmen
- Skarpnäck
- Skärholmen
- Älvsjö

#### Västerort
- Bromma
- Hässelby-Vällingby
- Rinkeby-Kista
- Spånga-Tensta

Sodobno središče Norrmalm (zgoščeno okoli mestnega trga Sergels torg) je največje nakupovalno okrožje na Švedskem. Je poslovno in nakupovalno najbolj osrednji del Stockholma.

### Podnebje
Stockholm ima vlažno celinsko podnebje v izotermi 0 °C (Köppen: Dfb), ki meji na oceansko podnebje (Cfb) v izotermi -3 °C. Čeprav so zime hladne, povprečne temperature večino leta ostanejo nad 0 °C. Poletja so prijetno topla, padavine pa se pojavljajo skozi vse leto.
Zaradi visoke severne zemljepisne širine mesta se dolžina dneva zelo razlikuje, od več kot 18 ur okoli poletja do le približno 6 ur konec decembra. Noči od konca maja do sredine julija niso popolnoma temne, tudi ko je oblačno. Stockholm ima relativno milo vreme v primerjavi z drugimi kraji na podobni zemljepisni širini ali celo južneje. S povprečno 1900 sončnimi urami na leto je tudi eno najbolj sončnih mest v severni Evropi, saj prejme več sonca kot Pariz, London in nekaj drugih večjih evropskih mest na južnejši zemljepisni širini. Zaradi učinka mestnega toplotnega otoka in prevladujočega vetra, ki poleti piha po kopnem in ne po morju, ima Stockholm najtoplejše julijske mesece med nordijskimi prestolnicami. Stockholm ima povprečno letno snežno odejo med 75 in 100 dni.
Kljub milemu podnebju leži Stockholm severneje od delov Kanade, ki ležijo nad arktično gozdno mejo na morski gladini.
Poletne povprečne dnevne temperature znašajo 20–25 °C in najnižje okoli 13 °C, vendar lahko temperature v nekaterih dneh dosežejo 30 °C. Dnevi nad 30 °C se pojavljajo v povprečju 1,55 dni na leto (1992–2011). Dnevi med 25 °C  in 30 °C so relativno pogosti, zlasti julija in avgusta. Nočne temperature nad 20 °C so redke, vroče poletne noči pa se gibljejo od 17 do 18 °C. Zime običajno prinašajo oblačno vreme, največ padavin pade decembra in januarja (v obliki dežja ali snega). Povprečne zimske temperature se gibljejo od -3 do -1 °C, na obrobju mesta pa občasno padejo pod -20 °C. Pomlad in jesen sta običajno hladni do blagi.
Glede na tekoče meritve se je temperatura v letih 1991–2020 zvišala v primerjavi z zadnjo serijo, od leta 1961 do 1990. To zvišanje v povprečju znaša približno 1,0 °C v vseh mesecih. Ogrevanje je najbolj izrazito v zimskih mesecih, s povišanjem za več kot 2,0 °C v januarju. Pri meritvah med letoma 2002 in 2014 so bila ugotovljena še nekatera povišanja, čeprav so bili nekateri meseci, kot je junij, relativno stabilni.
Najvišja temperatura, kdaj koli zabeležena v Stockholmu, je bila 3. julija 1811 36 °C; najnižja pa 20. januarja 1814 -32 °C. Temperatura se od 10. januarja 1987 ni spustila pod -25,1 °C.
Najtoplejši mesec, kdaj koli zabeležen, je bil julij 2018 s povprečno temperaturo 22,5 °C, kar je tudi državni rekord.
Letna količina padavin je 546,4 mm s približno 170 vlažnimi dnevi in rahlimi do zmernimi padavinami skozi vse leto. Padavine niso enakomerno porazdeljene skozi vse leto. V drugi polovici leta pade za 50 % več padavin kot v prvi polovici. Sneženje se pojavlja predvsem od decembra do marca. Sneženje se lahko občasno pojavi tudi konec oktobra in aprila.
V Stockholmu je občasno mogoče opaziti polarni sij.

### Dnevna svetloba
Lega Stockholma južno od 60. severnega vzporednika pomeni, da je število dnevnih ur pozimi relativno majhno – približno šest ur – medtem ko so noči junija in prvi polovici julija relativno kratke, s približno 18 urami dnevne svetlobe. Zaradi vzhodne lege v švedskem časovnem pasu se sončni zahodi pojavijo že sredi decembra ob 14:46. Okoli poletnega solsticija sonce nikoli ne seže globlje pod obzorje kot 7,3 stopinje. Zaradi tega je nebo poleti po zahodu svetlo modro barvo, saj ne postane temnejše od navtičnega mraka. Tudi če pogledamo naravnost proti zenitu, je po sončnem zahodu vidnih le malo zvezd. Tega ne smemo zamenjevati s polnočnim soncem, ki se pojavlja severno od arktičnega kroga, približno 7 stopinj severneje.

## Gospodarstvo
Kot glavno finančno središče Švedske je Stockholm vplivno središče za trgovino, finance in tehnologijo v Evropi ter eno največjih finančnih središč Skandinavije. Regija Stockholm je vodilna regija na Švedskem tako po BDP kot po BDP na prebivalca in je med desetimi najbogatejšimi regijami v Evropski uniji, merjeno po slednjem.
Številna največja švedska podjetja imajo sedež v mestu; privablja jih osrednja lokacija, usposobljena delovna sila in prevladujoč finančni sektor. Med temi podjetji so nekatere najvrednejše korporacije v nordijski regiji, kot sta Ericsson, ki je eno največjih telekomunikacijskih podjetij na svetu, ali Atlas Copco, ki je eno največjih industrijskih podjetij na svetu; druga velika podjetja s sedežem v Stockholmu vključujejo Electrolux, H & M in Securitas AB. V mestu imajo sedež nekatere največje investicijske družbe v Evropi, vključno z Investor AB in Nordstjernan; v Stockholmu ima sedež tudi EQT AB.
Stockholm je eno vodilnih središč tehnološke industrije v celinski Evropi; ta vplivna industrija ima sedež v Kisti, predmestju v severnem Stockholmu, ki je največje evropsko središče informacijske in tehnološke industrije. 
Stockholm ima drugo največje število zagonskih podjetij - samorogov - na prebivalca na svetu, takoj za Silicijevo dolino; mesto ima tudi eno najvišjih stopenj zagonskih podjetij v Evropi. Med vidna zagonska tehnološka podjetja v Stockholmu spadajo Mojang, Spotify in Klarna; slednji dve sta bili ali sta med največjimi zagonskimi podjetji na svetu.
Večina največjih švedskih bank ima sedež v mestu, vključno s skupino SEB, Handelsbanken in Swedbank; Nordea je imela svoj sedež v Stockholmu, dokler se leta 2018 ni zaradi pravnih razlogov, ki vključujejo Evropsko unijo, preselila v Helsinke. Stockholmska borza, ustanovljena leta 1863, je največja borza v nordijskih državah, merjena po tržni kapitalizaciji, in na njej so uvrščena številna multinacionalna švedska podjetja.
Trgovina je ključni del stockholmskega gospodarstva; mestna podjetja so v veliki meri odvisna od tujih potrošnikov, da dopolnijo majhen švedski trg. Stockholm je eno večjih pristanišč v Baltskem morju, ki gosti zlasti križarke in jahte. Večina stockholmskega gospodarstva temelji na izvozno usmerjenih storitvah, pogosto na večje, bližnje evropske trge, kot sta Poljska ali Nemčija. Turizem je pomembna panoga v Stockholmu.

## Demografija
V stockholmski regiji živi približno 22 % celotnega prebivalstva Švedske in predstavlja približno 29 % njenega bruto domačega proizvoda. Geografski pojem Stockholm se je sčasoma spreminjal. Do preloma 19. stoletja je Stockholm večinoma obsegal območje, ki je danes znano kot mestno središče, približno 35 km2 oziroma petino sedanje občinske površine. V naslednjih desetletjih je bilo vključenih še več drugih območij (na primer občina Brännkyrka leta 1913, ko je imela 25.000 prebivalcev, in Spånga leta 1949). Občinska meja je bila določena leta 1971; z izjemo Hanste, ki jo je občina Stockholm leta 1982 kupila od občine Sollentuna in je danes naravni rezervat.
Leta 2022 je število prebivalcev znašalo 984.748, do leta 2030 pa naj bi doseglo 1.079.213. Od prebivalcev je bilo 482.982 moških in 492.569 žensk. Povprečna starost je 39 let; 40,1 % prebivalstva je starih med 20 in 44 let. Poročila kažejo, da je bilo 411.273 ljudi oziroma 42,2 % prebivalstva, starejšega od 15 let, neporočenih; 268.291 ljudi oziroma 27,5 % prebivalstva je bilo poročenih; 104.099 ljudi oziroma 10,7 % prebivalstva pa je bilo poročenih, a ločenih.
Decembra 2021 je bilo v Stockholmu 252.750 ljudi, rojenih v tujini, kar predstavlja 25,8 % prebivalstva. Približno 57,5 % jih je (143.167) emigriralo na Švedsko, ko so bili stari vsaj 10 let, 109.213 (43,9 %) pa jih je bilo tujih državljanov. Največje narodne skupine med ljudmi, rojenimi v tujini, so bili Iračani (16.137), sledili so jim Finci (15.693), Iranci (12.329) in Poljaki (11.569). Od tega je imelo 336.275 prebivalcev (34,4 %) Stockholma tuje poreklo.
Prebivalci Stockholma so znani kot Stockholmčani (stockholmare). Jeziki, ki se govorijo v širšem Stockholmu poleg švedščine, vključujejo finščino, enega od uradnih manjšinskih jezikov Švedske in angleščino, pa tudi albanščino, bosanski jezik, neoaramejščino (Sureth/Turoyo), arabščino, turščino, kurdščino, perzijščino, somalščino, nizozemščino, španščino, srbščino in hrvaščino.
V Stockholmu živi pomembna finska manjšina že od 13. stoletja. Konec 15. stoletja je bilo do 20 % prebivalstva Stockholma sestavljenih iz Fincev. Finska församlingen ponuja cerkvene obrede že od 16. stoletja, leta 1725 pa je bila odprta finska cerkev. 74.000 ljudi v Stockholmu ima finsko ozadje, zaradi česar ima Stockholm največje finsko prebivalstvo na Švedskem. Finščina ima skupaj z jezikoma Meänkieli in Sami status zaščitene manjšine v Stockholmu. To ji daje pravico do uporabe svojega jezika pri stiku z oblastmi, pa tudi pravico do varstva otrok in starejših v njihovem jeziku. Romščina čib in jidiš sta prav tako priznana manjšinska jezika in imata okrepljeno pravico do svojega jezika v izobraževanju.
Celotno metropolitansko območje Stockholma, ki ga sestavlja 26 občin, ima več kot 2,2 milijona prebivalcev, zaradi česar je najbolj naseljena regija v nordijskih državah.

## Kultura
Stockholm je glavno in največje mesto Švedske in je glavno središče kulturnega življenja v državi. Švedske kraljeve akademije, ki so jih po 16. stoletju ustanovili različni monarhi, podeljujejo številne prestižne nagrade in služijo kot intelektualne ustanove za vodilne osebnosti države. Mesto gosti tudi več švedskih arhitekturnih mojstrovin; v stockholmski regiji so trije kraji svetovne dediščine – kraji, ki veljajo za neprecenljive in pripadajo vsemu človeštvu: palača Drottningholm, Skogskyrkogården (gozdno pokopališče) in Birka. Leta 1998 je bil Stockholm imenovan za evropsko prestolnico kulture.

## Arhitektura
Najstarejši del Stockholma je Gamla stan (Staro mestno jedro) je na prvotnih majhnih otokih najzgodnejšega mestnega naselja in še vedno ohranja srednjeveško razporeditev ulic. Nekatere pomembne stavbe Gamla Stana so velika Nemška cerkev (Tyska kyrkan) in več dvorcev in palač: Riddarhuset (Hiša plemstva), palača Bonde, Tessinova palača in palača Oxenstierna.
Najstarejša stavba v Stockholmu je cerkev Riddarholmen iz poznega 13. stoletja. Po požaru leta 1697, ko je bil uničen prvotni srednjeveški grad, je bil Stockholmska palača zgrajena v baročnem slogu. Ob gradu stoji stolnica Storkyrkan, škofijski sedež stockholmskega škofa. Ustanovljena je bila v 13. stoletju, vendar ima baročno zunanjost iz 1730–1740-ih let.
Že v 15. stoletju se je mesto razširilo zunaj svojih prvotnih meja. V Södermalmu je še vedno mogoče najti nekaj predindustrijskih, majhnih stavb iz tega obdobja. Norrmalm, danes osrednji del nakupovalnega okrožja Stockholma, je bil prvotno ločeno mesto, vendar je bil v začetku 17. stoletja vključen v Stockholm (danes staro mestno jedro).
Stockholm ima tradicijo vlaganja vlog za gradbena dovoljenja za postavitev stavb že od začetka 18. stoletja, najstarejše gradbeno dovoljenje pa je iz leta 1713. Tradicija vlaganja vlog za gradbena dovoljenja se še vedno nadaljuje; posledično je mogoče slediti neprekinjeni zgodovini novozgrajene hiše tri stoletja v preteklost. Danes je postopek pridobitve gradbenega dovoljenja odgovoren Mestni gradbeni odbor Stockholma, njihov arhiv iz let 1713–1978 pa hrani Mestni arhiv Stockholma. Vse risbe starih stavb od leta 1713 do 1874 so digitalizirane in na voljo na spletni strani Mestnega arhiva Stockholma.
V času industrializacije in konec 19. stoletja je Stockholm hitro rasel, načrti in arhitektura pa so se navdihovali pri velikih mestih na celini, kot sta Berlin in Dunaj. Med pomembnimi deli tega obdobja so javne stavbe, kot je Kraljeva švedska opera, in zasebni projekti, kot so luksuzni stanovanjski kompleksi na Strandvägenu.
V 20. stoletju je nacionalistični pritisk spodbudil nov arhitekturni slog, ki ga je navdihnilo srednjeveško in renesančno poreklo ter vplivi sloga Jugend/Art nouveau. Ključna znamenitost Stockholma, mestna hiša v Stockholmu, je bila postavljena med letoma 1911 in 1923 po načrtih arhitekta Ragnarja Östberga. Druga pomembna dela tega časa so Stockholmska javna knjižnica Gunnarja Asplunda in Skogskyrkogården, ki je na seznamu svetovne dediščine, delo Asplunda in slavnega arhitekta Sigurda Lewerentza.
V 1930-ih je razvoj mesta, ko je raslo, zaznamoval modernizem. Nastajala so nova stanovanjska območja, kot je na primer območje na Gärdetu, medtem ko je k rasti prispeval industrijski razvoj, kot je predelovalna industrija KF na Kvarnholmenu v občini Nacka. V petdesetih letih prejšnjega stoletja je razvoj predmestja vstopil v novo fazo, ki se je začela že v zgodnjih tridesetih letih prejšnjega stoletja z uvedbo stockholmske podzemne železnice. Modernistični razvoj Vällingbyja in Farste je bil mednarodno pohvaljen. V 1960-ih se je ta razvoj predmestja nadaljeval, vendar so bili zaradi estetike tistega časa industrializirani in množično proizvedeni stanovanjski bloki deležni precejšnjih kritik.
Sočasno s tem razvojem predmestja so se preoblikovala najbolj osrednja območja mestnega jedra, znana kot Norrmalmsregleringen. V 1960-ih je bil zgrajen Sergels Torg s petimi visokimi poslovnimi stolpnicami, sledilo pa je popolno čiščenje velikih območij, da bi se naredil prostor za nove razvojne projekte. Med najbolj znanimi stavbami iz tega obdobja so ansambel Hiše kulture, Mestnega gledališča in Riksbank na Sergels Torgu, ki jih je zasnoval arhitekt Peter Celsing. Med drugimi znamenitimi deli iz 1960-ih je bila telovadnica S:t Görans (prvotno zgrajena kot šola za ženske, Šola za gospodinjska dela in šivanje) Léonie Geisendorf.
Občina je leta 1919 imenovala uradni odbor za lepoto z imenom Skönhetsrådet, da bi zaščitila in ohranila lepoto mesta, ki je še vedno aktiven del urbanističnega načrtovanja in arhitekturne razprave v mestu.

### Muzeji
Stockholm je eno najbolj obiskanih muzejskih mest na svetu s približno 100 muzeji, ki jih vsako leto obiščejo milijoni ljudi.
Muzej Vasa (švedsko Vasamuseet) je pomorski muzej na Djurgårdnu, ki razstavlja edino skoraj popolnoma nedotaknjeno ladjo iz 17. stoletja, ki je bila kdaj koli rešena, 64-topovsko vojno ladjo Vasa, ki se je potopila na svojem prvem potovanju leta 1628.
Švedski narodni muzej hrani največjo zbirko umetnosti v državi: 16.000 slik in 30.000 predmetov umetniške obrti. Zbirka sega v čas Gustava Vase v 16. stoletju in je bila od takrat razširjena z deli umetnikov, kot sta Rembrandt in Antoine Watteau, ter predstavlja pomemben del švedske umetniške dediščine, ki se kaže v delih Alexandra Roslina, Andersa Zorna, Johana Tobiasa Sergela, Carla Larssona, Carla Fredrika Hilla in Ernsta Josephsona. Od leta 2013 do 2018 je bil muzej zaradi obnove stavbe zaprt. Moderna Museet (Muzej moderne umetnosti) je švedski nacionalni muzej moderne umetnosti. Ima dela znanih sodobnih umetnikov, kot sta Pablo Picasso in Salvador Dalí.
Skansen (Sconse) je kombiniran muzej na prostem in živalski vrt na otoku Djurgården. Leta 1891 ga je ustanovil Artur Hazelius (1833–1901), da bi prikazal način življenja v različnih delih Švedske pred industrijsko dobo.